# Jaden Philogene
Jaden Philogene, né le 8 février 2002 à Hammersmith en Angleterre, est un footballeur anglais qui évolue au poste d'ailier gauche à Ipswich Town.

## Biographie

### En club
Né à Hammersmith en Angleterre, de parents haïtien, Jaden Philogene est formé par Aston Villa qu'il rejoint en 2018 en provenance de la Pro:Direct Academy basé à Londres. Avec l'équipe réserve d'Aston Villa il s'impose comme l'un des attaquants les plus prometteurs et 2 mars 2021 il signe un nouveau contrat, le liant au club jusqu'en juin 2024.
Philogene joue son premier match en professionnel le 19 mai 2021, lors d'une rencontre de Premier League face à Tottenham Hotspur. Il entre en jeu à la place de Bertrand Traoré et son équipe l'emporte par deux buts à un,.
Le 21 janvier 2022, Philogene est prêté jusqu'à la fin de la saison 2021-2022 à Stoke City. Il joue son premier match pour Stoke dès le lendemain, lors d'une rencontre de championnat contre le Fulham FC. Il entre en jeu à la place de D'Margio Wright-Phillips (en) et son équipe s'incline par trois buts à deux,. Le 8 février 2022, jour de ses 20 ans, Philogene inscrit son premier but en professionnel à l'occasion d'une rencontre de championnat contre Swansea City. Titularisé ce jour-là, il ouvre le score et son équipe parvient à s'imposer par trois buts à zéro,.
Le 26 juillet 2022, Jaden Philogene rejoint Cardiff City sous la forme d'un prêt d'une saison,.
Le 1er septembre 2023, Jaden Philogene quitte définitivement Aston Villa et s'engage en faveur de Hull City. Il signe un contrat de trois ans, soit jusqu'en juin 2026.

### En sélection
Avec les moins de 20 ans, il joue un total de quatre matchs en 2021.

## Statistiques
| Saison                | Club                  | Championnat           | Championnat | Championnat | Championnat | Coupe nationale | Coupe nationale | Coupe nationale | Coupe de la Ligue | Coupe de la Ligue | Coupe de la Ligue | Supercoupe | Supercoupe | Supercoupe | Compétition(s) continentale(s) | Compétition(s) continentale(s) | Compétition(s) continentale(s) | Compétition(s) continentale(s) | Total | Total | Total |
| Saison                | Club                  | Division              | M.          | B.          | P.d.        | M.              | B.              | P.d.            | M.                | B.                | P.d.              | M.         | B.         | P.d.       | Comp.                          | M.                             | B.                             | P.d.                           | M.    | B.    | P.d.  |
| 2020-2021             | Aston Villa           | Premier League        | 1           | 0           | 0           | -               | -               | -               | -                 | -                 | -                 | -          | -          | -          | -                              | -                              | -                              | -                              | 1     | 0     | 0     |
| 2021-2022             | Aston Villa           | Premier League        | 1           | 0           | 0           | 1               | 0               | 0               | 2                 | 0                 | 1                 | -          | -          | -          | -                              | -                              | -                              | -                              | 4     | 0     | 1     |
| 2023-2024             | Aston Villa           | Premier League        | 1           | 0           | 0           | -               | -               | -               | -                 | -                 | -                 | -          | -          | -          | -                              | -                              | -                              | -                              | 1     | 0     | 0     |
| Sous-total            | Sous-total            | Sous-total            | 3           | 0           | 0           | 1               | 0               | 0               | 2                 | 0                 | 1                 | -          | -          | -          | -                              | -                              | -                              | -                              | 6     | 0     | 1     |
| 2021-2022             | Stoke City (prêt)     | Championship          | 11          | 1           | 0           | -               | -               | -               | -                 | -                 | -                 | -          | -          | -          | -                              | -                              | -                              | -                              | 11    | 1     | 0     |
| 2022-2023             | Cardiff City (prêt)   | Championship          | 37          | 4           | 1           | 1               | 1               | 0               | 1                 | 0                 | 0                 | -          | -          | -          | -                              | -                              | -                              | -                              | 39    | 5     | 1     |
| 2023-2024             | Hull City             | Championship          | 32          | 12          | 6           | -               | -               | -               | -                 | -                 | -                 | -          | -          | -          | -                              | -                              | -                              | -                              | 32    | 12    | 6     |
| 2024-2025             | Aston Villa           | Premier League        | 11          | 0           | 0           | -               | -               | -               | 1                 | 0                 | 0                 | -          | -          | -          | C1                             | 3                              | 0                              | 0                              | 15    | 0     | 0     |
| 2024-2025             | Ipswich Town          | Premier League        | 7           | 2           | 0           | 1               | 1               | 0               | -                 | -                 | -                 | -          | -          | -          | -                              | -                              | -                              | -                              | 8     | 3     | 0     |
| Total sur la carrière | Total sur la carrière | Total sur la carrière | 101         | 19          | 7           | 3               | 2               | 0               | 4                 | 0                 | 1                 | -          | -          | -          | -                              | 3                              | 0                              | 0                              | 111   | 21    | 8     |